# Aleksander (film 2023)
Aleksander (oryg. Alexander) – albańsko-amerykański film dokumentalny z 2023 roku w reżyserii Ardita Sadiku.

## Treść filmu
W 1990, kiedy w Albanii upadał komunizm, mechanik Aleksandër Gruda zostaje wyrzucony z pracy i razem z przyjaciółmi planuje ukraść jeden z albańskich okrętów wojennych, aby na jego pokładzie uciec z rodziną z kraju. Ostatecznie udaje mu się dotrzeć do Jugosławii, gdzie trafia w sam środek wojny. Wraz z przyjaciółmi wyjeżdża na Zachód, ale w tym czasie umiera córka Aleksandra. W Nowym Jorku Alexander podejmuje pracę jako portier w Trump Tower. Z czasem podejmuje decyzję, aby powrócić do kraju i wziąć udział w nabożeństwie żałobnym za duszę swojej córki.

## Nagrody i wyróżnienia
Film został zgłoszony jako albański kandydat do nagrody Amerykańskiej Akademii Filmowej w kategorii najlepszego filmu nieanglojęzycznego, ale nie uzyskał nominacji. Premiera filmu miała miejsce na festiwalu filmów dokumentalnych Dokufest w Prisztinie. W Albanii film zaprezentowano po raz pierwszy 4 października 2023.

## Obsada
- Aleksandër Gruda
- Marjana Gruda
- Marjan Kola

## Produkcja
Zdjęcia do filmu realizowano w Szkodrze, Barze i w Nowym Jorku.